# Cybocephalus sphaerula
Cybocephalus sphaerula é uma espécie de insetos coleópteros polífagos pertencente à família Cybocephalidae.
A autoridade científica da espécie é Wollaston, tendo sido descrita no ano de 1854.
Trata-se de uma espécie presente no território português.